# HD 146624
HD 146624 är en ensam stjärna belägen i den mellersta delen av stjärnbilden Skorpionen och som också har Bayer-beteckningen d Scorpii. Den har en skenbar magnitud av ca 4,80 och är svagt synlig för blotta ögat där ljusföroreningar ej förekommer. Baserat på parallax enligt Gaia Data Release 2 på ca 23,0 mas, beräknas den befinna sig på ett avstånd på ca 142 ljusår (ca 44 parsek) från solen. Den rör sig närmare solen med en heliocentrisk radialhastighet på ca -13 km/s. På det beräknade avståndet minskar stjärnans skenbara magnitud med 0,17 enheter genom en skymningsfaktor orsakad av interstellärt stoft. Stjärnan ingår i rörelsegruppen Beta Pictoris, en uppsättning av ca 12 miljoner år gamla stjärnor, som delar en gemensam rörelse genom rymden.

## Egenskaper
HD 146624 är en vit till blå stjärna i huvudserien av spektralklass A0 V, som misstänks vara en kemiskt ovanlig stjärna. Den har en massa som är ca 1,5 solmassor även om Zorec och Royer anger ca 2,13 solmassor, en radie som är ca 1,6 solradier och har ca 21 gånger solens utstrålning av energi från dess fotosfär vid en effektiv temperatur av ca 9 400 K.
Stjärnan visar ett överskott av infraröd strålning, vilket tyder på att en cirkelformad stoftskiva kretsar kring den. Skivan har en medeltemperatur på 280 K, vilket motsvarar en diskradie på 4,20 AE.